# Крутелёва, Мария Степановна
Мария Степановна Крутелёва — советский хозяйственный, государственный и политический деятель, Герой Социалистического Труда.

## Биография
Родилась в 1902 году. Член ВКП(б).
С 1918 года — на хозяйственной, общественной и политической работе. В 1918—1960 гг. — крестьянка, колхозница, звеньевая колхоза имени Молотова Судиславского района Костромской области.
Указом Президиума Верховного Совета СССР от 28 апреля 1949 года присвоено звание Героя Социалистического Труда с вручением ордена Ленина и золотой медали «Серп и Молот».
Избиралась депутатом Верховного Совета РСФСР 3-го и 4-го созывов.
Умерла после 1975 года.